# BX442

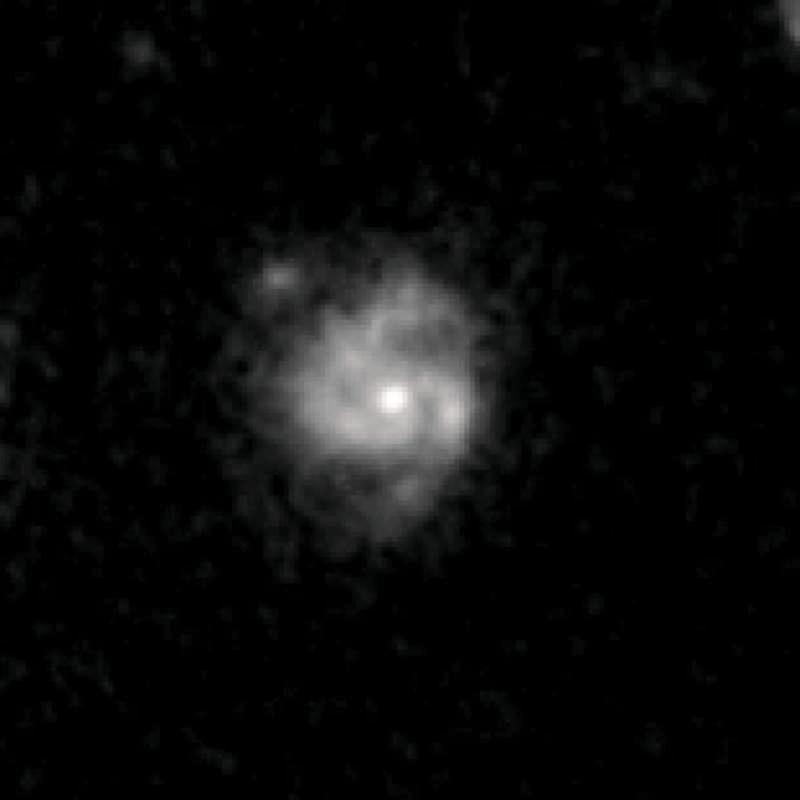

مجرة بي إكس 442 بالإنكليزية (BX442).
الشكل: مجرة حلزونية.
العمر: 3 مليارات عام بعد الانفجار العظيم، أي تبعد عنا 7و10 مليار سنة.
تمكن علماء الفلك من رصد واحدة من أقدم المجرات الحلزونية، ويعود تاريخها إلى ثلاثة مليارات عام بعد حدوث ما يعرف بـ “الانفجار العظيم”.
وتقول النظريات حول كيفية تشكيل المجرات أن الكون كان لا يزال مكانا فوضويا جدا لدرجة لا تسمح بتشكل مثل هذه المجرات الحلزونية بهذا الشكل التام، حيث كان من المعروف أن ذلك يستغرق وقتا أطول حتى تتمكن الجاذبية من أن تضع الأشياء بهذا الشكل الدقيق والأنيق.
لكن الفريق العلمي الذي قام بالدراسة، والتي نشرت بمجلة نيتشر العلمية، يقول إن هذه المجرة التي تم رصدها ويطلق عليها اسم بي إكس 442 قد حصلت على دفعة من قوة الجاذبية التي تحتاجها لتكون هذا الشكل الحلزوني، وذلك من خلال مجرة أصغر منها تدور حولها ويطلق عليها اسم “مجرة قزمة”.
ورصد الفريق العلمي هذه المجرة بوصفها الوحيدة التي تتخذ هذا الشكل الحلزوني من خلال المسح الفضائي لنحو 300 مجرة قام بها تلسكوب هابل الفضائي، وشعر الفريق بالمفاجأة حين رصدوا هذه المجرة الحلزونية التي تشبه مجرة درب التبانة.
ويقول الباحث الرئيسي بهذه الدراسة ديفيد لو من معهد دنلاب لعلوم الفلك والفيزياء الفلكية بجامعة تورنتو لبي بي سي: ” ما تعلمناه عند النظر إلى المجرات في هذه الحقبة من الزمن هو أنها تكون نشيطة جدا في حركتها.”
ولإلقاء نظرة قريبة لمجرة “بي إكس 442″، ذهب الفريق لاستخدام أجهزة رصد بتقنية الأشعة تحت الحمراء في مرصد فلكي في هاواي، حيث تستطيع تلك الأشعة اختراق الغبار والهيدروجين في الفضاء التي تقع بين كوكب الأرض والمجرات الأخرى.
وأكدت الملاحظات التي توصلت إليها الدراسة ما توصلت إليه من قبل إحدى الإشارات الظاهرة في بيانات التلسكوب الفضائي هابل بأن مجرة “بي إكس 442″ كانت تحاط عند جوانبها بمجرة أصغر منها يطلق عليها اسم “المجرة القزمة”.
وأضاف ديفيد لو: “يمكن بوجود مجرة تدور في الجوار أن ي تعطي قوة جاذبية دافعة تكون بمثابة عامل إضافي يساعد على تكوين المجرة بي إكس 442، وتضعها ضمن تلك الأمثلة الظاهرة للعين مثل مجرة الدوامة التي نرى تفاصيل كثيرة متعلقة بها.”
وبعد إثبات أن مثل هذه المجرات الحلزونية كانت تتواجد في مثل ذلك الوقت المبكر من عمر الكون، يقول «ديفيد لو» أن فريقه يريد الآن أن ينظر إلى عمليات مسح فضائية أكبر وعلى نطاق أوسع من ذلك، وخاصة عمليات المسح التي يقوم بها تلسكوب هابل الفضائي حاليا والمعروفة باسم عمليات المسح كاندلز.

## وصلات خارجية
- Merrifield، Michael. "A Really Old Spiral Galaxy – BX442". Deep Space Videos. Brady Haran. مؤرشف من الأصل في 2019-06-05.
 فيديو وصور للمجرة